# Poligon Gaj
Poligon Gaj, nekoč Mobikrog, je prenovljena 2 km dolga in najdaljša avto-moto dirkalna steza v Sloveniji, ki se nahaja tik ob edinem slovenskem vojaškem letališču Cerklje ob Krki v občini Brežice. 

## Zgodovina

### Mobikrog
Mobikrog, ki ga je zgradil Matjaž Tomlje, je bilo prvotno dirkališče, ki je na tem mestu delovalo med leti 2000 in 2007. Ob otvoritvi so gostili tudi finale sezone tekmovanja European Super Touring Cup 2000, ki ga je prenašal celo Eurosport. Na zadnjih dveh dirkah te sezone sta takrat zmagala italijana Roberto Colciago in Gianni Morbidelli.

### Poligon Gaj
Obnova 2 kilometrske steze, katero pod vodstvom Toneta Anderliča vodi Zveza za avto šport Slovenije AŠ 2005, se je začela že letu 2015, prve dirko pa so izvedli septembra 2017.
V prihodnje naj bi stezo podaljšali na 3,6 km dolžine, omogočala pa naj bi hitrosti do 270 km/h.